# Hào cỏ

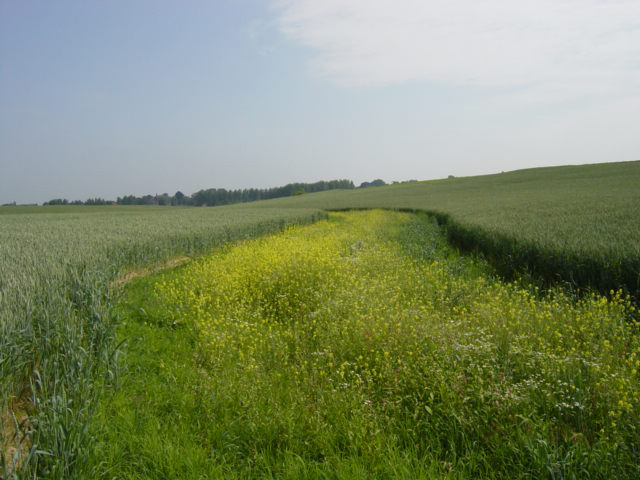
Hào cỏ ở Velm, Bỉ, trong một ngày nắng

Hào cỏ (còn gọi là rãnh cỏ) bao gồm một dải cỏ bản địa của vành đai xanh có chiều rộng nằm trong khoảng 2–48 mét (6,6–157,5 ft). Nó thường được thiết lập ở đường thung lũng, đường liên tục sâu nhất dọc theo thung lũng hoặc dòng chảy, của một thung lũng khô được canh tác để kiểm soát xói mòn. Một hào cỏ được nghiên cứu trong suốt 8 năm ở Bavaria cho kết quả hào cỏ có thể dẫn đến một số loại tác động tích cực, ví dụ như đối với đa dạng sinh học.

## Sự khác biệt
Nên tránh nhầm lẫn giữa "hào cỏ" và "dải lọc thực vật". Dải lọc thực vật thường hẹp hơn (chỉ rộng vài mét) và được thiết lập dọc theo các con sông cũng như dọc hoặc trong các cánh đồng được canh tác. Tuy nhiên, dải đệm có thể là một từ đồng nghĩa, ngoài các nhóm thực vật có trong vùng ven sông, chỉ có thêm cây bụi và cây gỗ.

## Dòng chảy mặt và giảm thiểu xói mòn

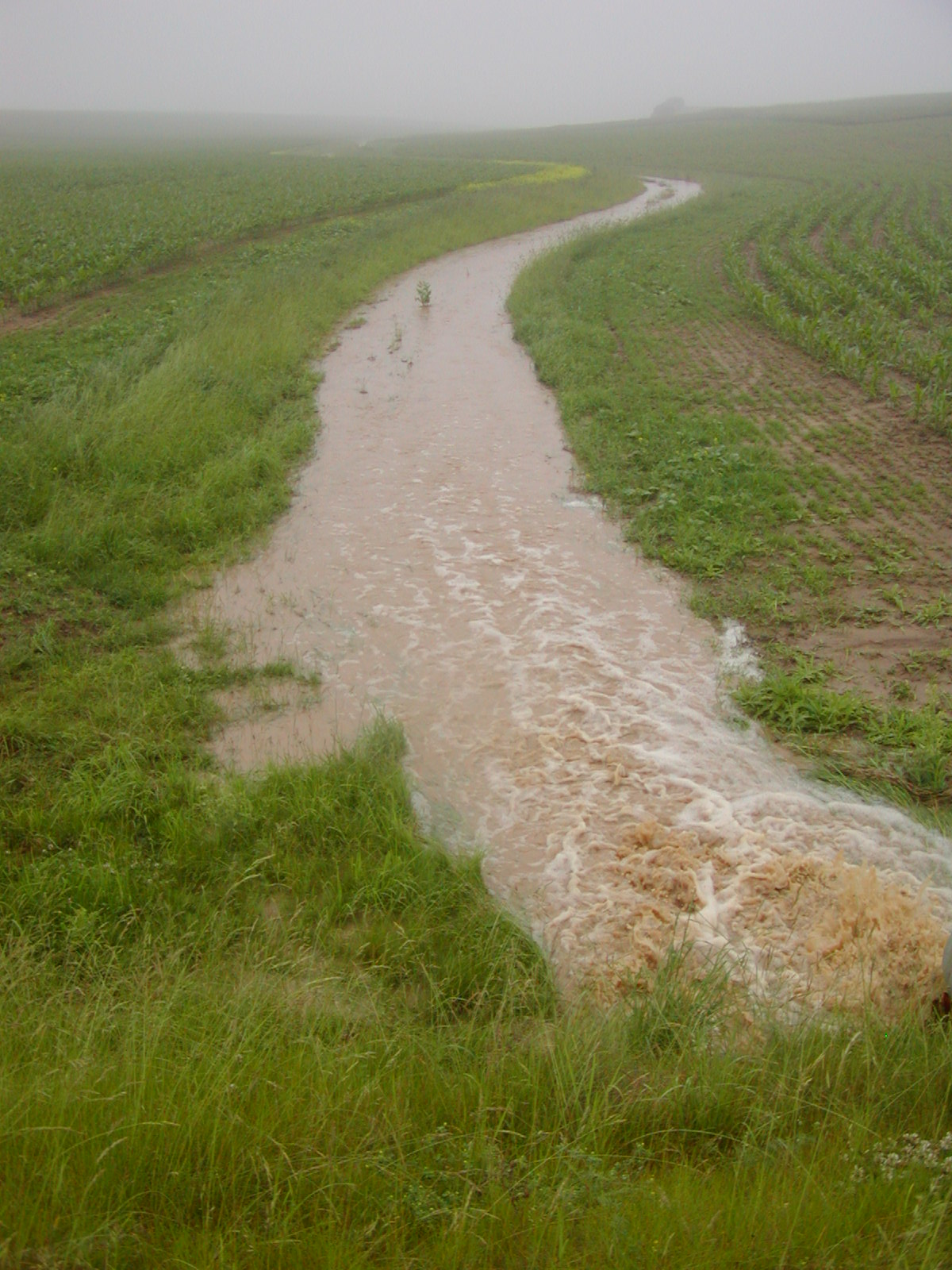
Hào cỏ ở Velm, Bỉ, sau trận mưa dông.

Dòng chảy phát sinh trên đất trồng trọt trong những trận mưa lớn kéo dài tập trung ở các vùng đất trũng nơi nó có thể dẫn đến xói mòn dạng suối hoặc rãnh nước nhỏ.
Các suối và rãnh nước (mương) làm tăng độ tập trung và tốc độ di chuyển của dòng chảy và khiến hạ lưu có thể bị thiệt hại nặng nề hơn. Những tác động này có thể tạo ra một trận lũ bùn.
Liên quan đến vấn đề kể trên, hào cỏ sẽ làm tăng độ kết dính và độ nhám của đất. Nó cũng giúp ngăn chặn hình thành suối và rãnh nước. Ngoài ra, hào cỏ cũng có thể làm chậm dòng chảy và cho phép nó tái thẩm thấu trong những cơn mưa mùa đông kéo dài. Ngược lại, khả năng thẩm thấu nước của nó thường không đủ để tái thẩm thấu dòng chảy mặt do những cơn mưa lớn trong mùa xuân và mùa hè. Kết hợp với các biện pháp khác như đắp các đập đất ngang hào cỏ làm lớp đệm tạm thời có thể làm tăng hiệu quả tái thẩm thấu dòng chảy.